# کنایچیرو هیراتا
کنایچیرو هیراتا (ژاپنی: 平田 拳一朗؛ زادهٔ ۱۲ ژوئن ۱۹۹۱) یک بازیکن فوتبال اهل ژاپن است.
از باشگاه‌هایی که در آن بازی کرده‌است می‌توان به باشگاه فوتبال ریوکیو اشاره کرد.